# Plagiohammus niveus
Plagiohammus niveus är en skalbaggsart som först beskrevs av Stefan von Breuning 1943.  Plagiohammus niveus ingår i släktet Plagiohammus och familjen långhorningar. Inga underarter finns listade i Catalogue of Life.